# Cameron Mitchell (actor)
Cameron Mitchell (Dallastown, Pensilvania, 4 de noviembre de 1918-Pacific Palisades, California, 6 de julio de 1994) fue un actor estadounidense de películas, televisión y teatro en Broadway.

## Biografía

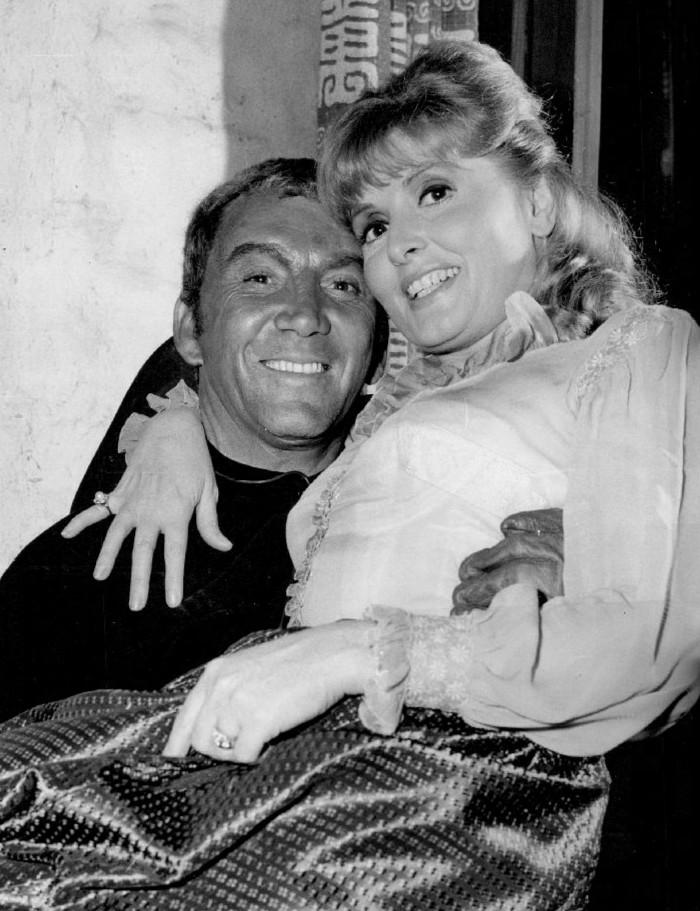
Fotografía de Cameron Mitchell como "Buck Cannon" y la actriz invitada Patricia Barry en el programa de televisión El gran chaparral, julio de 1968.

Fue hijo de Charles y Kathryn Mitzell. Entre la Primera y la Segunda Guerra Mundial, durante sus años como joven actor en la Compañía Nacional de Teatro Alfred Lunt y la Compañía de Teatro Lynn Fontanne, Fontanne afirmó que el apellido Mitzel le sonaba «un poco demasiado a los hunos» e insistió en que se lo cambiara por Mitchell, más estadounidense.
Su carrera comenzó con roles menores en películas del año 1945, aunque pronto saltó a la fama como estrella joven junto a actores como Wallace Beery en The Mighty McGurk, Doris Day y James Cagney en Love Me or Leave Me, Lana Turner y Spencer Tracy en Cass Timberlane, Clark Gable y Jane Russell en The Tall Men, y Marlon Brando y Jean Simmons en Desirée (1954).
En teatro destacó su participación en el estreno en Broadway de la obra de Arthur Miller Muerte de un viajante en 1949.
Algunas de sus películas más conocidas fueron la adaptación de Muerte de un viajante (1951, que originó el papel de "Happy" en Broadway), Los miserables (1952), la comedia Cómo casarse con un millonario (1953), con Marilyn Monroe y la versión cinematográfica de Carrousel (1956).
Durante los años sesenta, Mitchell actuó en numerosas películas italianas de terror fantasía y suspenso, varias de las cuales fueron dirigidas por Mario Bava: Erik el Conquistador (1961), Julio César el Conquistador de las Galias (1963),  La frusta e il corpo (1964), Los cuchillos del vengador(1966) y La masacre de la Selva Negra  (1967). En 1985 interpretó al general derechista Edwin A. Walker en Prince Jack.
Fue en la televisión donde Mitchell tuvo el mayor efecto durante la última parte de su carrera, y es más recordado por su papel como el tío Buck en la serie de El gran chaparral. También hizo una aparición en un episodio de Bonanza y en Swat. Fue artista invitado en la serie Swiss Family Robinson y en el episodio "Landslide" de la serie Movin' on (1975). Apareció en un capítulo ("Ain't we got fun"), de la serie Los intocables.
En el otoño de 1976 apareció en la serie de corta vida Spencer’s Pilots, de Gene Evans, en CBS. También prestó su voz al Jesús de Nazaret de The Robe.
Su nombre y apellido fueron utilizados en los nombres de la pareja gay formada por Cameron Tucker (representado por Eric Stonestreet) y Mitchell Pritchett (representado por Jesse Tyler Ferguson) en la serie cómica Modern Family.
- Datos: Q493340
- Multimedia: Cameron Mitchell / Q493340